# Stiphidion facetum
Stiphidion facetum E. Simon, 1902 é uma espécie de aranha araneomorfa da família Stiphidiidae nativa da Austrália e da Nova Zelândia.